# Kabakaburi
Kabakaburi es una localidad de la Región de Pomeroon-Supenaam en Guyana cerca del río Pomeroon a 56 km² de su desembocadura.

## Historia
El nombre de la Localidad se debe al idioma Arawak que significa "El lugar con la zarza" o "el Arbusto" que hace Referencia al Araceae que tiene un jugo irritante, los Arawak llamaron a la planta "jotoro" y al lugar "Kabo Kabura" con el Tiempo llegó a llamarse Kabakaburi.

## Economía
Los Residentes de la Localidad se sustentan de la deforestación y la Minería 